# Marianne St-Gelais
Marianne St-Gelais (née le 17 février 1990 à Saint-Félicien, au Québec) est une patineuse de vitesse Québécoise.

## Biographie
Marianne St-Gelais a un frère et deux sœurs. Elle a fait des études de sciences sociales au Collège de Maisonneuve[réf. nécessaire].
Sa carrière de patineuse de vitesse a débuté lorsque sa voisine, qui était la présidente du club de patinage local Les Éclairs de Saint-Félicien, cherchait désespérément des membres pour assurer la survie du club.
Elle participe à la saison 1 de l’émission Sortez-moi d’ici! diffusée sur TVA. Elle se fait éliminer juste avant les trois finalistes.

## Carrière

### Débuts nationaux
En juin 2005, Marianne St-Gelais termine troisième au classement général des Championnats canadiens par groupe d’âge. En juillet 2006, elle remporte cinq médailles aux Jeux d’hiver du Canada et termine première au classement général puis troisième au classement général des Championnats canadiens juniors. Elle est classée 9e au Canada[pas clair].

### Débuts internationaux
En 2007, Marianne St-Gelais termine septième au classement général au Championnat du monde junior à Bolzano, en Italie. Elle arrive deuxième au classement général des Championnats canadiens juniors et huitième du classement général des Championnats canadiens ouverts. Elle est classée troisième au Canada[pas clair].
En 2008, elle est triple médaillée à la Coupe du monde. Elle termine quatrième au classement général au Championnat du monde junior à Sherbrooke, au Québec, en gagnant le 500 mètres, dont elle bat le record du monde junior. Sur cette saison, elle est classée 11e au Canada.
En 2009, elle gagne six médailles en Coupe du monde, dont quatre au relais et deux au 500 mètres.
En mars 2010, elle remporte la médaille de bronze lors des Championnats mondiaux à Sofia en Bulgarie.

### Jeux olympiques de Vancouver
À Vancouver, Marianne St-Gelais remporte une médaille d'argent au 3000 mètres relais. Le jour de ses vingt ans, elle remporte aussi l'argent au 500 mètres.

### Jeux olympiques de Sotchi
Aux épreuves de patinage de vitesse sur piste courte aux Jeux olympiques de 2014, Marianne St-Gelais participe aux trois distances, privilège accordé seulement aux deux premières patineuses des sélections nationales. Elle ne se prépare pas au 1500 mètres, sachant qu'elle a plus de chances de médaille au 500 mètres et au 1000 mètres. Elle ne passe pas le premier tour du 1500 mètres. Elle arrive septième au 500 mètres. Elle est aussi éliminée rapidement du 1000 mètres, et affirme s'être laissée affecter par la chute de son copain Charles Hamelin au 500 mètres.
Au relais, l'équipe canadienne, où elle patine avec Marie-Ève Drolet, Jessica Hewitt et Valérie Maltais, prend la deuxième place du classement,.

### Jeux olympiques de Pyeongchang
La Coupe du monde de short-track 2016-2017, en quatre manches, fait office de qualifications pour le patinage de vitesse sur piste courte aux Jeux olympiques de 2018. À la première manche de la Coupe du monde, à Budapest, Marianne St-Gelais arrive quatrième au 500 mètres. Elle ne participe pas au 1000 mètres, ni au 1500 mètres. Au relais, elle fait partie de l'équipe qui obtient la médaille d'argent.
À la deuxième manche de la Coupe du monde, en octobre 2017 à Dordrecht, elle remporte le 500 mètres devant sa compatriote Kim Boutin. Elle se qualifie en finale B du 1000 mètres, mais ne se présente pas au départ, ce qui la place huitième du classement général. Elle ne participe pas au 1500 mètres. Au relais, son équipe arrive en troisième position.
À la troisième et avant-dernière manche de la Coupe du monde, en novembre 2017 à Shanghai, elle remporte le bronze au 1500 mètres,. Elle ne participe pas au 500 mètres. Son équipe de relais arrive quatrième au classement général, après une disqualification en Finale A. L'équipe est constituée d'elle, de Kim Boutin, de Jamie Macdonald et de Kasandra Bradette.
Lors de la dernière manche de la Coupe du monde, en novembre 2017 à Séoul, elle arrive quatrième au 1500 mètres. Elle est disqualifiée en finale A du 500 mètres et est donc quatrième du classement de la distance.

## Retraite sportive
En mai 2018, Marianne St-Gelais annonce sa retraite de la compétition.
En septembre 2020, elle est consultante de contenu pour la série télévisée Virage – produite et diffusée par le réseau télévisé Noovo –, qui s'inspire de son expérience personnelle de sportive et de sa vie après l'arrêt de sa carrière, avec Charlotte Aubin dans le rôle principal de la patineuse Frédérique Lessard.
Elle est également entraîneur au Centre régional canadien d’entraînement (CRCE) à Montréal.
Pour la cuvée 2024, elle est intronisée au Temple de la renommée de la fédération canadienne pour ses exploits durant sa carrière de 11 saisons sur le circuit international. 

## Publication
- Rose-Aimée Automne T. Morin et Marianne St-Gelais, La Vie pas toujours olympique de Marianne St-Gelais, KO Éditions, 2020, 192 p. (ISBN 9782924965368)[22].

## Distinctions
- Médaille de l'Assemblée nationale, 2010[23]